# Région de Zlín
La région de Zlín (en tchèque : Zlínský kraj) est une des 14 régions de la Tchéquie. Elle se situe au sud-est de la Moravie. Sa capitale administrative est la ville de Zlín.

## Districts
La région compte quatre districts (en tchèque : okres), qui portent le nom de leur chef-lieu :
- district de Kroměříž
- district d'Uherské Hradiště
- district de Vsetín
- district de Zlín

## Principales villes
Population des principales villes de la région au 1er janvier 2025 et évolution depuis le 1er janvier 2024 :
| Zlín                  | district de Zlín            | 74 684 | en augmentation |
| Kroměříž              | district de Kroměříž        | 27 917 | en augmentation |
| Vsetín                | district de Vsetín          | 25 185 | en augmentation |
| Uherské Hradiště      | district d'Uherské Hradiště | 24 887 | en augmentation |
| Valašské Meziříčí     | district de Vsetín          | 22 580 | en augmentation |
| Otrokovice            | district de Zlín            | 17 401 | en augmentation |
| Uherský Brod          | district d'Uherské Hradiště | 16 367 | en diminution   |
| Rožnov pod Radhoštěm  | district de Vsetín          | 16 063 | en diminution   |
| Holešov               | district de Kroměříž        | 11 616 | en augmentation |
| Bystřice pod Hostýnem | district de Kroměříž        | 8 002  | en diminution   |
| Napajedla             | district de Zlín            | 7 043  | en diminution   |
| Staré Město           | district d'Uherské Hradiště | 6 585  | en diminution   |
| Hulín                 | district de Kroměříž        | 6 414  | en diminution   |
| Slavičín              | district de Zlín            | 6 184  | en diminution   |
| Kunovice              | district d'Uherské Hradiště | 5 570  | en augmentation |
| Zubří                 | district de Vsetín          | 5 561  | en augmentation |
| Brumov-Bylnice        | district de Zlín            | 5 400  | en augmentation |
| Luhačovice            | district de Zlín            | 5 029  | en diminution   |